# ويليام سلاتر
ويليام سلاتر (17 نوفمبر 1790 - 9 مارس 1852)  (بالإنجليزية: William Slater)‏ هو لاعب كريكت بريطاني.